# بول موريسي
بول موريسي (بالإنجليزية: Paul Morrissey)‏ (و. 1938  م) هو منتج أفلام، ومخرج أفلام، ومصور، ومونتير، وكاتب سيناريو أمريكي، ولد في نيويورك.

## التعليم
تعلم في جامعة فوردهام، وكلية أمبلفورث ‏.

## الخدمة العسكرية
خدم في القوات البرية للولايات المتحدة.

## وصلات خارجية
- بول موريسي على موقع IMDb (الإنجليزية)
- بول موريسي على موقع ألو سيني (الفرنسية)
- بول موريسي على موقع أول موفي (الإنجليزية)
- بول موريسي على موقع قاعدة بيانات الأفلام السويدية (السويدية)
- بول موريسي على موقع قاعدة بيانات الفيلم (الإنجليزية)
- بول موريسي على موقع كينوبويسك (الروسية)